# كيث براون (لاعب هوكي الجليد)
كيث براون هو لاعب هوكي الجليد كندي، ولد في 6 مايو 1960 في كورنر بروك في كندا.

## وصلات خارجية
- كيث براون على موقع دوري الهوكي الوطني (الإنجليزية)
- كيث براون على موقع EliteProspects.com (الإنجليزية)
- كيث براون على موقع HockeyDB.com (الإنجليزية)
- كيث براون على موقع Hockey-Reference.com (الإنجليزية)